# بربونیتسا
بربونیتسا (به صربی: Brebevnica) یک منطقهٔ مسکونی در صربستان است که در دیمیتروگراد واقع شده‌است. بربونیتسا ۶۲ نفر جمعیت دارد.